# Geografia dell'Iraq

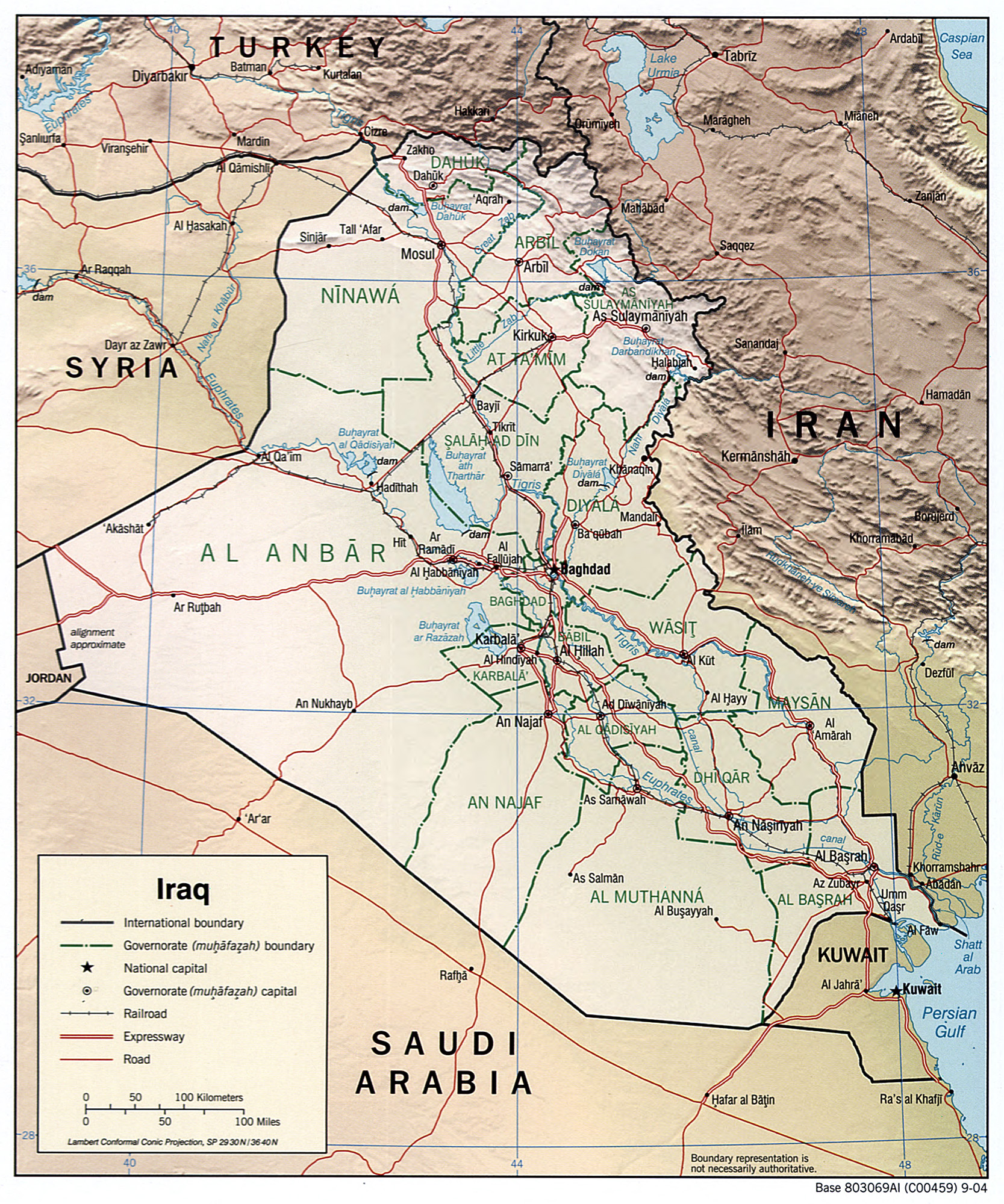
Mappa dell'Iraq

L'Iraq, Stato dell'Asia occidentale, situato alla radice della Penisola araba, confina a nord con la Turchia, a ovest con Siria e Giordania, a sud con Arabia Saudita e Kuwait, a est con l'Iran e si affaccia sul Golfo Persico.
Nella parte occidentale si trova un lembo del tavolato arabico e una parte del deserto siriano, entrambi attraversati dal corso dell'Eufrate, con al centro la grande pianura alluvionale della Mesopotamia. Essa è formata dai depositi dei due fiumi maggiori, il Tigri e l'Eufrate (rispettivamente 1.400 km e 1.100 km), che confluiscono, prima di sfociare nel Golfo Persico, nel corso congiunto dello Shatt al-'Arab. Le acque dei due fiumi sono intensamente utilizzate a scopo irriguo, infatti rappresentano la base per lo sfruttamento agricolo del suolo e per lo stesso insediamento umano.
La parte a nord-est del paese è occupata da una serie di catene montuose che appartengono al sistema degli Zagros. La vetta più elevata è il Keli Haji Ibrahim, 3.600 m s.l.m.
I laghi più importanti sono: l'Hawr al-Hammar (1.950 km²), il Buhayrat al-Thartar (1.500 km²) e il Bahr al-Milh (1.000 km²).